# Zecchino d'Oro 1985
Il ventottesimo Zecchino d'Oro si è svolto a Bologna dal 21 al 23 novembre 1985.
È stato presentato da Cino Tortorella. 
La sigla era We Are the World.
Questa è l'ultima edizione in cui Paolo Poggio fa parte del Piccolo Coro, dopodiché si dedica alla carriera giornalistica.

## Brani in gara
- BIT (Testo: Alessandra Valeri Manera/Musica: Giordano Bruno Martelli, Giovanni Bobbio) - Patrizia Ottonello (6 anni e ½)
- Ho preso un granchio (Ο Χορός του Κάβουρα) ( Grecia) (Testo italiano: Luciano Beretta) - Vera Tsangari (Βέρα Τσαγκάρη) (7 anni)
- Il sole e il girasole (Testo: Carlo Ermanno Trapani/Musica: Sandro Giacobbe) - Giada Mancini (4 anni e ½)
- Io Tarzan, tu Jane (Testo: Vittorio Sessa Vitali/Musica: Loredana Sabbi, Mario Pagano) - Sefora Esposito (5 anni e ½) e Giuseppe Mascoli (6 anni)
- La ballata del caballito moro (Tonada del caballito moro)  ( Panama) - Alejandro González (6 anni)
- La mela della vita, la mela dell'amore (La graine et la pomme) ( Francia) (Testo italiano: Alberto Testa) - Alexis Dupré De Boulois (5 anni e ½)
- L'amico albero (Testo: Mara Maretti Soldi/Musica: Nicola Aprile) - Marina Ceruso (4 anni e ½), Giorgia Ferro (4 anni) e Barbara Riccarelli (4 anni)
- Non ci gioco più (Manhê) ( Brasile) (Testo italiano: Sandro Tuminelli) - José Giulherme Da Gama (5 anni)
- Ombretta del Mississipì (Testo: Vittorio Sessa Vitali/Musica: Norina Piras) - Mauro Cingia (6 anni) e Silvia Senatore (5 anni)
- Riprendiamoci la fantasia (Testo: Francesco Rinaldi/Musica: Francesco Rinaldi) - Alice Claudia Lenaz (7 anni)
- Tonino violino (Per Spelmann) ( Norvegia) (Testo: Giorgio Calabrese/Musica: Giordano Bruno Martelli) - Kaja Kringstad (7 anni)
- Un due tré - siam trentatré (Vrolijke Vrienden)  ( Belgio) (Testo italiano: Carolina Gaspari) - Wouter Bongaerts (7 anni e ½)